# Кокбай (Абайский район)
Кокбай (каз. Көкбай, до 1998 года — Кызылтас) — село в Абайском районе Абайской области Казахстана. Административный центр и единственный населённый пункт Кокбайского аульного округа. Находится примерно в 20 км к юго-юго-востоку (SSE) от села Карааул, административного центра района, на высоте 709 метров над уровнем моря. Код КАТО — 633247100.

## Население
В 1999 году численность населения села составляла 2254 человек (1135 мужчин и 1119 женщин). По данным переписи 2009 года, в селе проживало 1954 человека (993 мужчины и 961 женщина).